# 20 Minutos
20 Minutos es un periódico español de información general y distribución gratuita que se publica de lunes a viernes.
Perteneciente a 20 Minutos Editora, S.L., que desde julio de 2015 es propiedad de Grupo Henneo. 20minutos tiene sede en Madrid. El anterior propietario era el Grupo Schibsted.

## Historia
El 3 de febrero de 2000 nació Madrid y m@s, editado por Multiprensa y Más y apodado "el primer diario que no se vende", con una tirada de 100 000 ejemplares distribuidos en mano en los lugares más concurridos de la ciudad. En noviembre de ese mismo año se lanzó la edición de Barcelona, Barcelona y m@s, también con 100 000 ejemplares. Su primer director fue Arsenio Escolar quien en septiembre de 2017 fue relevado por Encarna Samitier. En el equipo fundacional estaban 21 periodistas —entre ellos Virginia Pérez Alonso, redactora de cultura, y desde 2008 directora adjunta— 3 personas de distribución, 2 comerciales, 1 técnico de sistemas, una secretaria de redacción, un contable (el propio Oñate) y un gerente de la empresa, José Antonio Martínez Soler.
En el verano de 2001, 20 Min Holding, una filial del grupo multimedia noruego Schibsted, compró la mayoría del capital de Multiprensa y Más. El diario cambió de nombre y pasó a llamarse 20 Minutos, una marca que ya usaba Schibsted en otros países donde editaba diarios gratuitos, y pasa a tirar 300 000 ejemplares diarios en Madrid y 200 000 en Barcelona, abriendo nuevos puntos de distribución en Madrid capital y en toda la comunidad autónoma.
En el año 2003 nacieron las ediciones de Sevilla y Zaragoza. En 2004, las de Valencia y Alicante. Fue en el año 2005 cuando el diario alcanzó su máxima expansión, hasta la fecha, con la incorporación de ocho nuevas ediciones: Málaga, Granada, Murcia, Córdoba, Bilbao, Valladolid, La Coruña, Vigo y Asturias.
En diciembre de ese mismo año, a los cinco años de su nacimiento, 20 Minutos se convirtió en el diario más leído en España, según el Estudio General de Medios (EGM). Además, estableció el récord absoluto de lectores de un diario de información general en España, con 2 911 000 de media diaria.
En la actualidad está presente en cuatro ciudades españolas: Madrid, Barcelona, Valencia y Sevilla, a través de cuatro ediciones.

## Edición digital
En 2005 se lanzó 20minutos.es, la edición digital del periódico. Ese mismo año, el periódico se convirtió en el primero de todos los españoles en tener licencia Creative Commons, lo que permitía la copia literal o creación de obras derivadas de sus noticias.[cita requerida]
En solo cinco años, la edición digital se colocó entre los medios en línea más seguidos. Los datos de la Oficina de Justificación de la Difusión de medios en Internet (OJD Interactiva) certifican un total de 13 730 204 usuarios únicos y 27 837 505 visitas en marzo de 2011, lo que consolidaba a 20minutos.es como uno de los líderes en el mercado de prensa digital.
En agosto de 2015 20minutos.es era el segundo diario en línea en castellano más leído del mundo con 12,5 millones de usuarios únicos al mes desde PC y el 3.er diario en línea más leído en España con 4,1 millones de usuarios únicos.
El nacimiento de 20minutos.es marcó dos hitos en la historia del periodismo digital. Por una parte, fue el primer diario en línea en abrir todos sus contenidos a los comentarios de sus lectores; por otra, fue el primer diario español (tanto en Red como en papel) que se publicó bajo licencia Creative Commons, lo que permite reproducir sus textos citando la fuente original. Asimismo, apostó desde sus inicios por la participación de los usuarios y por el fenómeno blog, organizando desde hace ocho años los Premios 20Blogs, certamen de referencia en la blogosfera. 20 Minutos mantiene una presencia muy activa en redes sociales como Twitter, Facebook e Instagram.
Según cifras de GfK, en abril de 2022 20 Minutos fue el más leído periódico en red en España, posición mantenida en julio del mismo año.

## Otros soportes
En 2011, Grupo 20minutos lanzó el portal de información meteorológica Tiempoytemperatura.es, así como sus correspondientes aplicaciones móviles para dispositivos iOS y Android. Tiempoytemperatura.es ofrece información de más de 200.000 localidades con una predicción de 14 días de antelación. También ofrece información sobre costas, playas, pistas de esquí, avisos meteorológicos, etc.
En abril de 2012 apareció el primer número de El mensual, una publicación de distribución gratuita con contenidos de calidad: reportajes, entrevistas y estilo de vida. Tiene una tirada de 300.000 ejemplares y se reparte conjuntamente con el periódico los últimos viernes de cada mes.
En agosto de 2012 se lanzó la aplicación fútbol20 para iPhone y Android.
En diciembre de 2012 salieron las versiones de las ediciones digitales de 20minutos para México y Estados Unidos, que proporcionan a los lectores información cercana a sus intereses y servicios localizados.
En junio de 2013 se lanzó MiBolsillo, una publicación mensual sobre economía en papel salmón que se distribuye encartada dentro del diario un jueves al mes. MiBolsillo está centrado en tres grandes áreas de la economía: el consumo, el ahorro y la inversión. Todos sus contenidos están disponibles también en línea en 20m.es/mibolsillo.
Grupo 20minutos publica además Magacines y Guías personalizadas. Publicaciones especiales de gran interés para el lector, de distribución gratuita y de la mano del diario.

## Otros proyectos
En el año 2001, 20minutos creó el Club del lector. Para inscribirse en el mismo, bastaba con enviar un cupón que se publicaba en el periódico, y los socios obtenían descuentos en algunas tiendas y eventos enseñando el carné que se les remitía. Sin embargo, el Club ha desaparecido gradualmente, hasta su total olvido en la actualidad.
En 2003 apareció El Jueves Campus, un suplemento gratuito editado por el semanal El Jueves, distribuido junto con el periódico 20 minutos los segundos jueves de cada mes en las zonas universitarias. Esta publicación no existe en la actualidad.
En diciembre de 2005 comenzó la publicación de Calle 20, revista mensual gratuita que aborda contenidos de cultura, moda, tendencias y ocio. La revista se distribuía en locales de moda, bares, tiendas de ropa, salas de exposiciones, restaurantes, etcétera. Publicó su último número en marzo de 2013.
También en 2005 se lanzó la primera edición de los Premios 20blogs, siendo convocada a partir de entonces una edición anual de los mismos.

## Opinión y participación
Los artículos de opinión abundan, en forma de blog y en la sección de opiniones, potenciada desde 2016 tanto en la versión impresa como en línea. Las columnas y blogs tratan sobre cualquier tema: desde asuntos cotidianos hasta economía, pasando por ciencia, tecnología, ecología, justicia o humor.

## Empresa
Grupo 20 Minutos pertenece a Grupo Heraldo, que en septiembre de 2016 pasó a denominarse Grupo Henneo. Henneo está presidido por Fernando de Yarza López-Madrazo, perteneciente a la quinta generación de esta familia de editores. Hoy ocupa el séptimo lugar entre los grupos editoriales por volumen de facturación, e integra además Heraldo de Aragón, La Información, Diario del Alto Aragón, Radio Huesca y Heraldo-Diario de Soria-El Mundo. Además, desarrolla su actividad en las áreas audiovisual, con las productoras Factoría y Chip; tecnológica, a través de Hiberus, e industrial, mediante actividades de impresión y distribución.

## Ideología
Según un estudio realizado por Orange Media en mayo de 2007, el 46 % de los encuestados no creen que 20 Minutos tiene orientación política, un 32 % lo sitúa en la izquierda o centro-izquierda, frente a un 19 % que lo considera de derecha o centro-derecha y un 13 % que opina que es de centro.
En 2002 Arsenio Escolar, director editorial de 20minutos y 20minutos.es, difundió en la redacción de 20minutos un documento interno titulado Los 16 mandamientos, en los que expone algunas de las claves del tipo de periodismo que pretendía para el periódico. Entre estas claves se menciona una preferencia por el periodismo local frente al nacional o internacional, por las noticias buenas frente a las malas, por lo interesante frente a lo importante y por las noticias con nombres propios frente a las que contienen meras estadísticas. También propugna la implicación del lector en el diario a través de una comunidad de lectores y de secciones específicas en las que estos puedan aportar sus opiniones y noticias personales.

## Recepción pública
Según un estudio realizado por Orange Media, el 39 % de los lectores de prensa gratuita preferían leer 20minutos, situándolo así como el periódico gratuito preferido por el público en general, por delante de otros medios similares como Qué! (26 %) o los desaparecidos ADN (12 %) y Metro (12 %).
Por otra parte, algunos de los premios más destacables que ha recibido 20minutos son:
- Premio Víctor de la Serna de la APM al periodista más destacado del año a Arsenio Escolar, director editorial de 20minutos y 20minutos.es, febrero de 2007.[17][18]
- Premio Lametazo Popular de El Refugio por la labor del diario denunciando el maltrato animal.[19][20]
- Premio José Manuel Porquet de Periodismo Digital, de nuevo a Arsenio Escolar.[21][22]
- Premio de la Federación de Mujeres Progresistas por la decisión de la editorial de retirar los anuncios sobre contactos y pornografía del periódico.[23][24]
- Premio de la Comisión Nacional para la Racionalización de los Horarios por su amplia cobertura, dedicación editorial e implicación con los temas de conciliación y racionalización de horarios. Noviembre 2011
- Premio Joan Pallarès de la Asociación Discapacidad Visual Cataluña: B1+B2+B3 por el apoyo informativo dado a los actos y a las demandas del colectivo de personas con discapacidad. Noviembre 2011
- Premio de Ecovidrio al reportaje “Reciclamos más y mejor” de la colaboradora Marta Ortiz Ginestral en el magacín Tierra Viva publicado por el Grupo 20minutos, noviembre de 2011
- Mejor proyecto innovador por FICOD, el Foro Internacional de Contenidos Digitales, al Eco de 20minutos.es, galardonado como segundo, noviembre de 2011.
- Premio iRedes 2012 otorgado a Virginia Pérez Alonso, vicedirectora del Grupo 20minutos, por representar una nueva generación de directivos de medios que han comprendido la transformación cultural que se requiere en las redacciones de los medios de comunicación.
- Premios de la Online News Association (ONA) 2012. '20minutos.es' es doble finalista y único medio español.
- Premio NH9 en la categoría Infografía y uso de multimedia. Además 20minutos.es fue galardonado con la plata en la categoría de Innovación, por su apuesta pionera por una web accesible para personas con discapacidad motriz y sensitiva.
- Premio AEEPP Mejor publicación del año. El Mensual de Grupo 20minutos fue galardonado en la 7.ª edición de estos premios. Octubre 2012.
- Premio de la Fundación Madrina a 20minutos por su defensa de la infancia y la mujer. Noviembre 2012.
- Premio Triángulo de la comunicación otorgado por COGAM (Colectivo de Lesbianas, Gays, Transexuales y Bisexuales de Madrid) al diario 20minutos por la objetividad y profesionalidad con la que trata este tipo de información.
- Premio Talento Comunicativo modalidad periodismo otorgado por la Universidad Complutense de Madrid a Arsenio Escolar. 22 de noviembre de 2012
- Premio Cerdito Rebelde 2013 otorgado por ADICAE el 4/06/2013 al mérito en defensa de los usuarios financieros.
- Premio al Medio de Comunicación Amigo a 20Minutos por tratar “los temas que preocupan a la gente, otorgado por la FaPaC (Federación de Asociaciones de Madres y Padres de Alumnos de Cataluña) 13/06/2013.
- EU Health Prize 2013 for Journalists. El reportaje "Perros guardianes de vida para personas con diabetes y autismo" de Melisa Tuya ganador en España y finalista europeo.
- Premio Cerdito Rebelde 2013 otorgado por la Asociación de Usuarios de Bancos, Cajas y Seguros, otorgado a 20minutos por atender los grandes problemas que afrontan los consumidores, abordados de una manera sencilla y comprensible.
- Premio de periodismo Schibsted en la categoría Mejor exclusiva, por su especial informativo “Religiosos y homosexuales”, publicado el 1 de febrero de 2012. 20minutos se convirtió así en el primer medio no escandinavo en ganar un premio Schibsted.
- Premio Huella de Oro de la Asociación Nacional de Amigos de los animales 2013.
- Premios de Infografía y Diseño NH10. Grupo 20minutos recibió 3 galardones: por MiBolsillo en la categoría de medios impresos, El Retrovisor (Museo virtual de viejas fotos) en la de medios en línea y en la categoría de Infografía por una de Fórmula1.
- Premios de Infografía y Diseño NH11 por tres reportajes infográficos en línea sobre el 50 aniversario del asesinato de Kennedy, los Presupuestos Generales del Estado y el centenario de la Primera Guerra
- Premio a la Internacionalización de la Asociación Española de Editoriales de Publicaciones Periódicas (AEEPP) para las ediciones en línea del Grupo 20minutos para Estados Unidos (20minutos.com) y para México (20minutos.com.mx).
- XV Premios de Periodismo Accenture sobre Economía Digital, Innovación y Periodismo a Juan Castromil ganador en la categoría de Tecnología. 12 de junio de 2014
- Premio de la Asociación Española de Editoriales de Publicaciones Periódicas. (AEEPP) a 15 años de 20Minutos en septiembre de 2014.
- Premio Pilar Blanco a la Comunicación Sociolaboral 2014 al periodista Ángel Calleja.
- V Edición Festival europeo de Publicidad, premio a la mejor creatividad en pieza gráfica para móvil a la aplicación Tiempo y Temperatura de Grupo 20Minutos en marzo de 2015.